# Margaret Landon
Margaret Dorothea Landon geborene Mortenson (* 7. September 1903 in Somers, Wisconsin; † 4. Dezember 1993 in Alexandria, Virginia) war eine US-amerikanische Schriftstellerin, die vor allem durch ihren Roman Anna und der König von Siam über das Leben von Anna Leonowens berühmt wurde.
Margaret Mortensen war eine von drei Töchtern in einer streng gläubigen Methodistenfamilie. Diese zog dann nach Evanston, Illinois, wo sie die High School besuchte. 1925 machte sie ihren Abschluss auf dem Wheaton College in Wheaton, Illinois. Sie unterrichtete ein Jahr lang und heiratete dann Kenneth Landon, den sie in Wheaton kennengelernt hatte. 1927 gingen beide als presbyterianische Missionare nach Thailand.
Margaret Landon hatte drei Kinder und leitete eine Missionarsschule in Trang. Sie las sehr viel über das Land und informierte sich über Anna Leonowens. Als die Familie 1937 nach Amerika zurückkehrte, begann sie zu schreiben. 1942 zog sie nach Washington, D.C., als ihr Mann sich entschloss, dem Staatsministerium als Südostasien-Berater beizutreten.
Ihr Roman über Leonowens wurde nach seiner Veröffentlichung 1944 sofort ein Bestseller. Eine spätere Arbeit über ihre eigenen Erfahrungen, Never Dies the Dream von 1949, hatte jedoch nicht annähernd so viel Erfolg.